# Sekundarschule Comenius Stendal
Die Sekundarschule Comenius Stendal (SCS) ist eine Ganztages-Sekundarschule. Sie nutzt ein unter Denkmalschutz stehendes Schulgebäude in der Hansestadt Stendal in Sachsen-Anhalt. Die Schule steht an der Blumenthalstraße, in der Nähe des Stendaler Hauptbahnhofs, nordwestlich liegen der Stadtsee und der Tierpark.

## Geschichte und Namensgebung
Im Jahr 1927 wurde ein Architekturwettbewerb für den Neubau einer Höheren Mädchenschule ausgelobt. Der siegreiche und ausgeführte Entwurf stammte von dem Magdeburger Architekten Paul Schaeffer-Heyrothsberge. Die Ausschreibung für den Bau wurde am 1. August 1929 veröffentlicht, und der Entwurf der Schule wurde in der Altmärkischen Tageszeitung vom 25. September 1929 der Öffentlichkeit vorgestellt. Noch im Herbst desselben Jahres beging man die Grundsteinlegung. Am 25. März 1931 wurde die Schule, damals noch unter dem Namen Staatliches Oberlyzeum Stendal, mit einem Festakt eingeweiht.
1940 und 1941 war die Turnhalle der Schule das Quartier von deutschen Fallschirmjägern. Von 1941 bis 1944 wurde das Gebäude auch wieder als Schule genutzt. 1944 wurde das Gebäude dann umgebaut und bis 1945 als Altersheim genutzt. Nach dem Ende des Zweiten Weltkriegs besetzten zuerst von 1945 bis 1946 die alliierten Streitkräfte die Schule, von 1946 bis 1952 folgte ihnen die Rote Armee. Trotz der Besetzung ging der Schulbetrieb ab 1945 zum Teil weiter. Die Schule trug von 1945 bis 1948 den Namen Helene-Lange-Schule und ab 1949 Comenius-Schule. Das Jahr 1949 brachte nicht nur die Namensänderung, sondern ab diesem Jahr besuchten Jungen und Mädchen die Schule. Ab dem Schuljahr 1991 wurde aus der Schule ein Gymnasium, was sich auch im Namen widerspiegelte (Comenius-Gymnasium). Das Gymnasium wurde 2002 geschlossen und von 2005 bis 2007 modernisiert. Die Schule wurde zu Beginn des Schuljahres 2007/2008 als Sekundarschule wieder eröffnet. 2008 erfolgte dann die endgültige Namensgebung Sekundarschule Comenius Stendal. Sie wird bis heute als Schule genutzt.
Namensgeber für die Schule war der Pädagoge Jan Amos Comenius. Er propagierte im 17. Jahrhundert das gewaltfreie gemeinsame Lernen von Jungen und Mädchen.
Das Schulgebäude ist im örtlichen Denkmalverzeichnis als Baudenkmal unter der Nummer 094 17917 eingetragen.

## Gestaltung
Bei der Comeniusschule handelt es sich um einen L-förmigen nüchternen Zweckbau im Stil des Neuen Bauens. Mit seinen Ziegelfassaden fügt sich das Gebäude in die örtliche Schultradition und in die norddeutsche Backsteinbaukunst ein. Das Haupttreppenhaus befindet sich im massiven Eckturm des Gebäudes, das auch den Schulhof von der Straße abschirmt.

## Konzept
Durch eine Änderung in der Schulleitung hat sich auch das Konzept der Schule geändert. So wird unter anderem mit dem sog. 80/10 Modell gearbeitet und eine neue Unterrichtsform integriert, die sich „SELF“ nennt.